# Pirata velox
Pirata velox là một loài nhện trong họ Lycosidae.
Loài này thuộc chi Pirata. Pirata velox được Eugen von Keyserling miêu tả năm 1891.